# Willem van de Sande Bakhuyzen
Pour les articles homonymes, voir van de Sande Bakhuyzen.
Willem van de Sande Bakhuyzen, né le 13 novembre 1957 à Arnhem et mort le 27 septembre 2005 à  Amsterdam, est un réalisateur néerlandais.

## Biographie
Il est le père de l'acteur Matthijs van de Sande Bakhuyzen. Il meurt d'un cancer du côlon à 48 ans.

## Filmographie
- 1998-1999 : Oud Geld
- 2000 : Bij Ons in de Jordaan
- 2001 : Family
- 2001 : Touch[3]
- 2002 : The Enclave
- 2003 : Hotel Bellevue[4]
- 2003 : Cloaca[5]
- 2004 : Embracing Time[6]
- 2005 : Lepel[7]
- 2005 : Live! : co-réalisé avec Jean Van de Velde
- 2006 : Ik Omhels Je Met 1000 Armen[8]